# Milesia
Milesia Latreille, 1804 è un genere di insetti appartenente alla famiglia Syrphidae (sottofamiglia: Eristalinae). 
A tale genere appartiene, fra le tante, la specie europea Milesia crabroniformis, la più grande in Europa, e molto simile per aspetto al calabrone Vespa crabro (la Milesia tuttavia è pressoché innocua). 

## Tassonomia
Elenco delle specie
- Milesia afra Doesburg, 1955
- Milesia anthrax Hippa, 1990
- Milesia aperta Hippa, 1990
- Milesia apicalis Snellen van Vollenhoven, 1863
- Milesia apsycta Séguy, 1948
- Milesia arnoldi Malloch, 1932
- Milesia balteata Kertész, 1901
- Milesia bella Townsend, 1897
- Milesia bequaerti (Doesburg, 1955)
- Milesia bigoti Osten Sacken, 1882
- Milesia brunetti Herve-Bazin, 1923
- Milesia brunneonigra Hippa, 1990
- Milesia caesarea Hippa, 1990
- Milesia cinnamomea Hippa, 1990
- Milesia citrogramma Hippa, 1990
- Milesia collina Hippa, 1990
- Milesia confluens Hippa, 1990
- Milesia conspicienda Walker, 1859
- Milesia conspicua Curran, 1928
- Milesia crabroniformis Fabricius, 1775
- Milesia cretosa Hippa, 1990
- Milesia crinita Hippa, 1990
- Milesia dearmata Hippa, 1990
- Milesia diardi Snellen van Vollenhoven, 1863
- Milesia elegans Matsumura, 1916
- Milesia excelda Curran, 1928
- Milesia ferruginosa Brunetti, 1913
- Milesia fissipennis Speiser, 1911
- Milesia flavifacies Bigot, 1875
- Milesia fuscicosta Bigot, 1875
- Milesia gigantea Hippa, 1990
- Milesia illustris Hippa, 1990
- Milesia imperator Hippa, 1990
- Milesia insignis Hippa, 1990
- Milesia insistens Curran, 1931
- Milesia labellata Hippa, 1990
- Milesia lieftincki Hippa, 1990
- Milesia limbipennis Macquart, 1848
- Milesia maai Hippa, 1990
- Milesia macularis Wiedemann, 1824
- Milesia maolana Chang & Yang, 1993
- Milesia metallica Curran, 1931
- Milesia micans Hippa, 1990
- Milesia mima Hippa, 1990
- Milesia nigra Fluke, 1939
- Milesia nigriventris He & Chu, 1994
- Milesia ochracea Hippa, 1990
- Milesia oshimaensis Shiraki, 1930
- Milesia overlaeti (Doesburg, 1955)
- Milesia paucipunctata Yang & Cheng, 1993
- Milesia pendleburyi Curran, 1928
- Milesia pennipes Hippa, 1990
- Milesia plumipes Hippa, 1990
- Milesia prolixa Hippa, 1990
- Milesia pulchra Williston, 1892
- Milesia quantula Hippa, 1990
- Milesia reinwardtii Wiedemann, 1824
- Milesia rex Hippa, 1990
- Milesia ritsemae Osten Sacken, 1882
- Milesia scutellata Hull, 1773
- Milesia semifulva Meijere, 1904
- Milesia semiluctifera Villers, 1789
- Milesia semperi Osten Sacken, 1882
- Milesia sexmaculata Brunetti, 1915
- Milesia simulator Hippa, 1990
- Milesia sinensis Curran, 1925
- Milesia spectabilis Hippa, 1990
- Milesia tadzhikorum Peck & Hippa, 1988
- Milesia tigris Hippa, 1990
- Milesia titanea Hippa, 1990
- Milesia trilobata Hippa, 1990
- Milesia undulata Snellen van Vollenhoven, 1862
- Milesia variegata Brunetti, 1908
- Milesia verticalis Brunetti, 1923
- Milesia vespoides Walker, 1857
- Milesia virginiensis (Drury, 1924)
- Milesia yaeyamana Matsumura, 1916
- Milesia zamiel Walker, 1856